# Чананьцзє
Чананьцзє (кит. трад. 長安街, спр. 长安街, піньїнь: Cháng'ānjiē, акад. Чананьцзє, буквально «вулиця вічного спокою») — головний проспект Пекіна. Вважається східно-західною віссю міста. Складається зі східної і західної частин. Східний кінець проспекту — Дундань, західна частина — Сідань. На північ від центральної точки проспекту — Брама небесного спокою, на південь — Площа Тяньаньмень. Під проспектом пролягає найстаріша частина 1-ї лінії  Пекінського метрополітену. Чананьцзє є одним з політичних символів КНР.

## Історія
Спочатку побудували разом з  Імператорським палацом у 1406—1420 за  династії Мін. Назва проспекту — від міста Чан'ань, яке було столицею могутніх династій  Хань і  Тан в історії Китаю.
В епохи Мін і Цин довжина проспекту була лише 7—8 лі. Його досі називають Шилі-Чанцзє (кит. трад. 十里長街, спр. 十里长街, піньїнь: Shílǐ chángjiē, буквально «проспект завдовжки десять лі»).
Після того, як знесли ворота Цзяньгомень і Фусіньмень в 1940, сформовано сучасний проспект Чананьцзє.
У 1952 і 1954 у зв'язку з парадом на честь  Дня утворення Китайської Народної Республіки і розширенням проспекту для поліпшення руху міського транспорту знесли ще кілька споруд.
Під час нищення чотирьох пережитків за  Культурної революції проспект перейменований в Дунфанхун-далу (кит. трад. 東方 紅 大路, спр. 东方红 大路, піньїнь: Dōngfānghóng dàlù, буквально «проспект Червоний Схід»).
З 20 березня 2009 почався капітальний ремонт проспекту, який тривав 5 місяців.

## Значні об'єкти вздовж проспекту та поблизу нього
- Брама небесного спокою
- Імператорський палац Гугун
- Площа Тяньаньмень
- Велика народна зала
- Національний музей Китаю
- Національний центр виконавських мистецтв
- Чжуннаньхай
- Міністерство комерції
- Народний банк Китаю — Центральний банк КНР
- Пекінський концертний зал
- Пекінський книжковий будинок
- Культурний палац національностей
- Центральний бізнес район Пекіна
- Дундань
- Сідань
- Ванфуцзін
- Фінансова вулиця
- Пекінський вокзал
- Західний вокзал Пекіна